# Karat (masseenhed)
 For alternative betydninger, se Karat. (Se også artikler, som begynder med Karat)
Carat (ikke at forveksle med karat, der definerer renheden af ædelmetaller) benyttes som enhed til at måle massen af ædelstene. Oprindeligt anvendtes johannesbrødkerner som vægtlodder, da de var relativt ensartede. En carat var vægten af én johannesbrødkerne. Senere havde forskellige lande indført hver deres standardvægte for en carat. Som universel standard blev den metriske carat (1 karat = 200 mg) indført i 1913.
Inden for juvelerbranchen bliver ædelstenene kvalitetsgradueret og vurderet efter deres forskellige egenskaber. Man værdisætter den enkelte sten efter hvordan den scorer i 4C-kategorierne – carat, clarity, colour, cut (carat, klarhed, farve, slibning).